# 앙암로
앙암로(Angam-ro)는 충청북도 충주시 앙성면 앙성삼거리에서 강원도 원주시 부론면을 잇는 도로이다.

## 주요 경유지
충청북도
- 충주시 앙성면

강원도
- 원주시 부론면

## 노선
| 이름         | 접속 노선 | 소재지 | 소재지                    | 비고 |
| ------------ | --------- | ------ | ------------------------- | ---- |
| 앙성삼거리   | 가곡로    | 충주시 | 앙성면                    |      |
| 용포교       |           | 충주시 | 앙성면                    |      |
| 갈터고개     |           | 충주시 | 앙성면                    |      |
| 밤나무골고개 |           | 충주시 | 앙성면                    |      |
| 학미교       |           | 충주시 | 앙성면                    |      |
| 모점교       |           | 충주시 | 앙성면                    |      |
| 중전교       |           | 충주시 | 앙성면                    |      |
| 선바리고개   |           | 충주시 | 앙성면                    |      |
| 단암삼거리   | 점동로    | 충주시 | 앙성면                    |      |
| 남한강대교   |           | 충주시 | 앙성면                    |      |
|              | 원주시    | 부론면 |                           |      |
| (이름없음)   | 원주시    | 부론면 | 지방도 제531호선 (부귀로) |      |

## 주요 건물 및 시설
- 앙성중학교 (앙암로 66/용포리 172)